# Інститут Фрейзера
The Fraser Institute — канадський аналітичний центр громадської політики, зареєстрований благодійний фонд. Описаний як політично-консервативний та ліберальний. Головний офіс аналітичного центру розташований у місті Ванкувер, також офіси є в Калгарі, Торонто та Монреалі, і пов'язані з глобальною мережею 80 аналітичних центрів через мережу «Економічна свобода».
Відповідно до Доповіді Global Go To Think Tank Index Report (Think Tanks and Civil Society Programs, Pennsylvania University), Fraser на 23 місці (зі 100) в «Top Think Tanks Worldwide (non-US)», під 19 номером (від 150) в «Top Think Tanks Worldwide (U.S. and non-U.S.)» та номер 1 (з 30) у «Топових аналітичних центрах у Мексиці та Канаді».

## Історія
Інститут Фрейзера був заснований в 1974 році Майклом Вокером, економістом з Університету Західного Онтаріо, і бізнесменом Т. Патрік Бойл, потім віцепрезидентом Макмілланом Блоделем. Він отримав благодійний статус у Канаді 22 жовтня 1974 року, а в США — в 1978 році. Офіційна місія полягає в «вимірювати, вивчати та повідомляти про вплив конкурентних ринків та втручання уряду на добробут людей». Інститут названий на честь річки Фрейзер.
Сер Ентоні Фішер, який раніше допомагав у створенні Інституту економіки Великої Британії, був призначений виконуючим обов'язки директора в 1975 році, поки Вокер не став виконавчим директором у 1977 році. У свій перший повний рік роботи, 1975 р., доходи Інституту становили 421 389 дол. США. У 1988 році доходи перевищили 1 мільйон доларів, а в 2003 році — 6 мільйонів доларів.

## Політична позиція
The Fraser Institute описує себе як «незалежна міжнародна дослідницька та освітня організація» і передбачає «вільний і процвітаючий світ, в якому люди користуються більшим вибором, конкурентними ринками та особистою відповідальністю».
«Форбс» назвав мозковий центр «ліберальним». The New York Times описує Інститут як лібертаріанський та консервативний. Калгарі Геральд назвав консервативним, Langley Times класифікував його як правоцентристський лібертаріан.

## Фінансування
Зареєстрована благодійна організація з Canada Revenue Agency, Інститут подає щорічну зареєстровану доброчинну інформацію. У 2010 році Інститут повідомив, що має активів у розмірі 4,5 мільйонів доларів США та річних доходів у розмірі 10,8 мільйонів доларів.
Інститут залежить від внесків фізичних осіб, корпорацій та фондів. Не приймає державні дотації чи платежі на дослідження, однак окремі донори можуть вимагати податкові пільги для пожертвувань, а корпоративні донори можуть вимагати податкові відрахування.
У 2012 році спостерігач у Ванкувері повідомив, що інститут Фрейзера «отримав протягом останніх десяти років понад 4,3 мільйонів доларів з восьми основних американських фондів, включаючи найпотужніших гравців у нафті та лікарських препаратах». Згідно з статтею, «Інститут Фрейзера отримав 1,7 мільйона доларів з джерел за межами Канади лише за один рік», повідомляє агентство Revenue Agency Канади (CRA) у 2010 році. Президент Фрейзера Нільс Вельдхуіс розповів "The Vancouver Observer", що "Інститут Фрейзера приймає іноземне фінансування, але він відмовився коментувати будь-яких конкретних спонсорів або подробиці про пожертвування".
The Fraser institute сам публікує власні дослідження: 
- Economic Freedom Index: щорічний Індекс економічної свободи у світі, який ранжуж країни світу за ступенем економічної свободи. Інститут також публікує  регіональні та регіональні доповіді, що класифікують економічну свободу Північної Америки, Латинської Америки, арабського світу та країн Франкофонії. Ці звіти поширені по всьому світу через мережу «Економічна свобода», глобальну мережу з 80 аналітичних центрів.
- Waiting Your Turn: Wait Times for Health Care in Canada - це річний звіт Інституту про час очікування лікарні в Канаді на основі загальнонаціонального опитування лікарів та лікарів-медиків. Двадцяте щорічне опитування, випущене у грудні 2010 р., показало, що загальний час очікування між рефералом лікаря-терапевтом та факультативним лікування спеціалістом, який склав в середньому 12 спеціальностей та 10 опитаних провінцій, збільшився з 16,1 тижня у 2009 році до 18,2 тижнів у 2010 році.

Інститут Фрейзера видає три журнали: 
- Fraser Forum, щомісячний огляд державної політики в Канаді;
- Perspectives, французький огляд державної політики в Квебеку та Франкофонії;
- Canadian Student Review, погляд на поточні справи, написані студентами, учнями.

У березні 2010 року The Institute випустив Did Government Stimulus Fuel Economic Growth in Canada? An Analysis of Statistics Canada Data — критична доповідь щодо Плану економічних дій уряду Гарпера, в якій висновок про те, що пакет стимулів не мав суттєвого впливу на економічний розвиток Канади у другій половині 2009 року.
Global Petroleum Survey: Щорічний огляд керівників нафтових компаній щодо бар'єрів для інвестицій в нафтогазовидобувні регіони по всьому світу.

## Освітні програми
Інститут періодично проводить в Канаді безкоштовні семінари для студентів, викладачів та журналістів, зосереджуючи увагу на ключових економічних концепціях та своєчасних питаннях державної політики. У 2010 році в Інституті було проведено вісім одноденних семінарів для студентів, які залучили понад 775 учасників Інститут Фрейзера також пропонує програму стажування, до якої у 2010 році застосовано понад 431 особу.

## Асоційовані люди
Інститут Фрейзера залучив до своєї діяльності низку відомих людей, включаючи членів-засновників Фрідріха Гаєка та таких політиків, як колишній лідер Реформаторської партії Канади, Престон Меннінг, колишній прем'єр-міністр Прогресивної консервативної провінції Онтаріо Майк Харріс, колишній прем'єр-міністр прогресивної консервативної Альберти Ральф Клейн та колишній ліберал Прем'єр-міністр Ньюфаундленд і Лабрадор Брайан Тобін.
З 1979 р. По 1991 р. Старшим економістом Інституту був Волтер Блок. Колишній лідер Alberta Wildrose Party, нині ведучий ток-шоу Даніель Сміт.

## Суперечки
Згідно статті, опублікованої в CBC News Online деякі люди стверджують, що Майкл Вокер допоміг створити Інститут після того, як він отримав фінансову підтримку від лісового гіганта Макміллана Блуделя, в основному для боротьби з урядом НДП Британської Колумбії, а потім на чолі з прем'єр-міністром Дейвом Барреттом.
У 1999 році інститут Фрейзера був підданий критиці фахівцям у галузі охорони здоров'я та науковцям для проведення двох конференцій в галузі тютюнової промисловості Junk Science, Junk Policy Managing Risk and Regulation and Should Government Butt Out The Pros and Cons of Tobacco Regulation. Критики стверджували, що Інститут асоціюється з численними спробами тютюнової індустрії дискредитувати справжню наукову роботу.
У 2004 році Інститут Фрейзера видав заяву про підтримку легалізації каннабиса та її продажу на ринку.